# Titisee-Neustadt
Titisee-Neustadt, in de volksmond ook „Wälderstadt“ genoemd, is een stad in het zuidwesten van de Duitse deelstaat Baden-Württemberg, gelegen in de Landkreis Breisgau-Hochschwarzwald. De stad is een kuuroord en een bekend wintersportcentrum en telt 12.216 inwoners.

## Geografie
Het stadsdeel Titisee van Titisee-Neustadt ligt op een hoogte van 780 tot 1190 meter aan de noordoever van de Titisee, ten oosten van de Feldberg in het Zwarte Woud. Het stadsdeel Neustadt bevindt zich vijf kilometer oostelijker. De stad ligt aan een kleine rivier, die als Seebach vanuit Bärental komend de Titisee voorziet en als Gutach (goede Ach) verder stroomt en ten oosten van het stadsdeel Neustadt als snelstromende rivier Wutach (woedende Ach) het stadsgebied verlaat en via de Wutachschlucht uiteindelijk in de Rijn uitmondt.
Titisee-Neustadt heeft een oppervlakte van 89,66 km² en het hoogste punt is de Hochfirst aan de gemeentegrens met Lenzkirch op een hoogte van 1190 m boven de zeespiegel.

## Bestuurlijke indeling
De gemeente bestaat uit twee hoofdplaatsen: Titisee aan het gelijknamige meer en Neustadt, iets verder naar het oosten.
Daarnaast zijn er nog de kleinere plaatsen Waldau, Langenordnach, Schwärzenbach en Rudenberg.

## Geboren
- Benedikt Doll (1990), biatleet
- Melanie Faißt (1990), skispringster
- Annika Knoll (1993), biatlete
- Ramona Straub (1993), skispringster

## Externe link

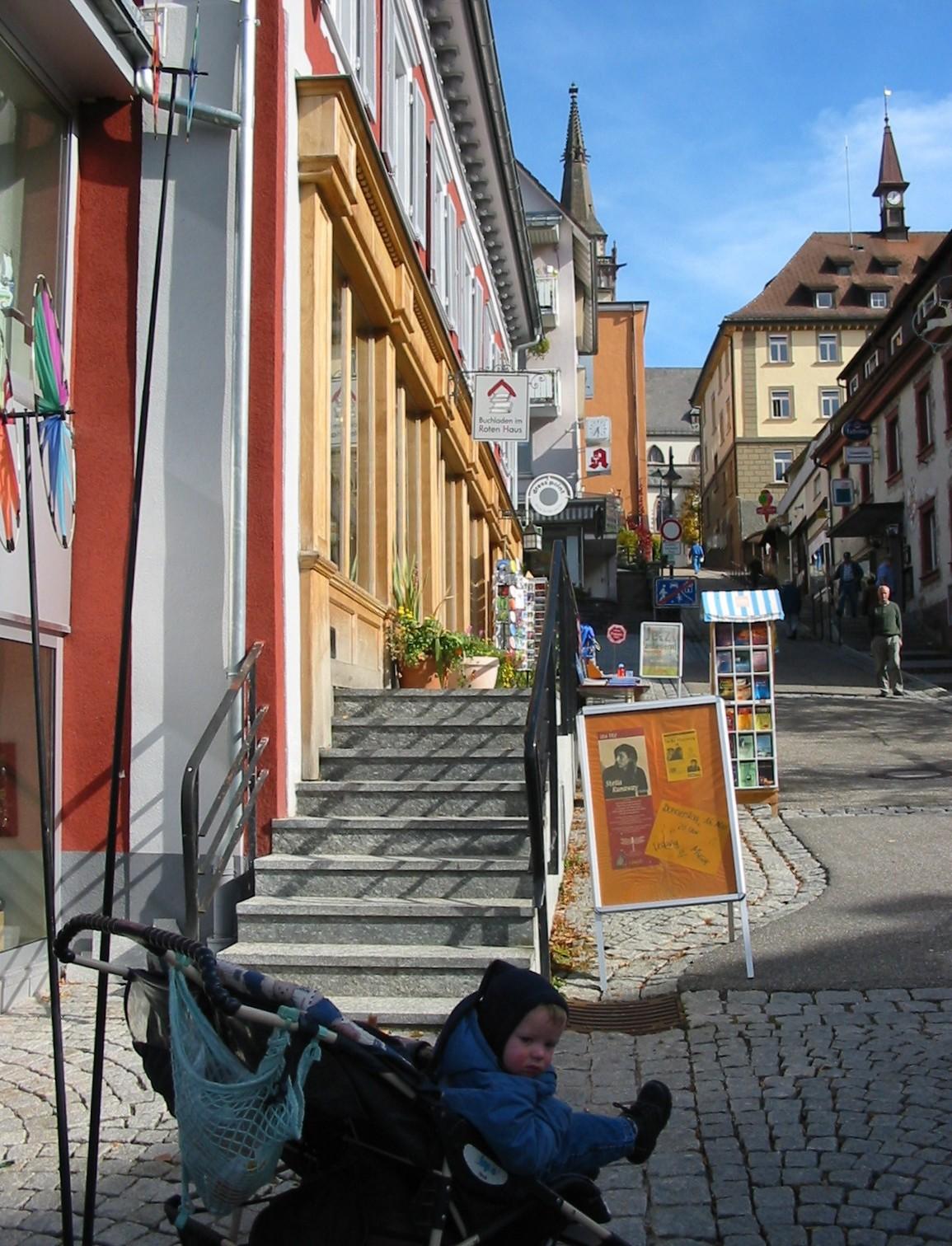
Centrum